# Agathomyia obscura
Agathomyia obscura är en tvåvingeart som beskrevs av Johnson 1916. Agathomyia obscura ingår i släktet Agathomyia och familjen svampflugor. Inga underarter finns listade i Catalogue of Life.